# Isole Cassiteridi

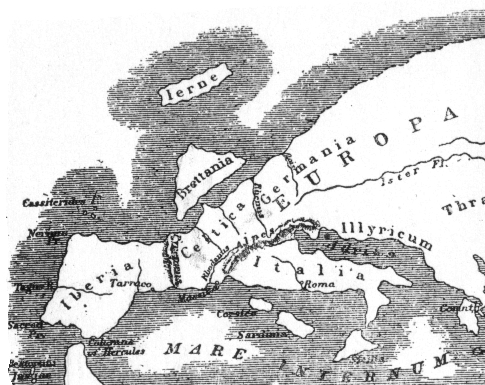
Mappa dell'ecumene basata sui Γεωγραφικά di Strabone, che mostra le Cassiteridi proprio a nord della punta nordovest dell'Iberia

Cassiteridi (Κασσιτερίδες, le "Isole dello stagno", dal greco κασσίτερος / Kassíteros) è il nome attribuito nella geografia antica a delle isole che si ritenevano ubicate in un'area distante, ai confini occidentali delle coste europee.

## Geografia antica

### Le conoscenze dei geografi antichi
Erodoto (430 a.C.) aveva vagamente sentito parlare delle Cassiteridi. Autori successivi — Posidonio, Diodoro Siculo, Strabone e altri — le definiscono piccole isole al largo (abbastanza al largo, dice Strabone) della costa nord-ovest della Hispania, su cui si trovavano giacimenti di stagno o, secondo Strabone, sia di stagno che di piombo. Un passaggio in Diodoro, invece, fa discendere piuttosto il loro nome dalla loro vicinanza alle aree dello stagno della Spagna nord-occidentale. Anche Tolomeo e Dionigi il Periegeta le menzionano: il primo come 10 isolotti nella Spagna nordovest, lontane dalle coste e disposte simbolicamente ad anello; il secondo le cita in connessione con le Esperidi.

### Le Cassiteridi e le rotte dello stagno
In un'epoca in cui la conoscenza geografica delle terre d'occidente era ancora approssimativa, e i segreti del commercio dello stagno erano ancora custoditi con successo dai marinai di Cadice e da altri che avevano a che fare con il metallo, i greci sapevano solo che lo stagno giungeva via mare ai loro porti dall'ovest, così che l'idea delle isole produttrici dello stagno si fece facilmente strada.
In seguito, quando l'occidente fu meglio esplorato e conosciuto, si seppe che lo stagno proveniva in realtà da due regioni, la Spagna nord-occidentale e la Cornovaglia.
Nessuna di queste due regioni può essere definita una piccola isola o essere descritta come collocata al largo della costa nord-ovest della Spagna, e così i geografi Greci e Romani non identificarono queste due regioni con le Cassiteridi. Le presunte isole furono percepite come una terza, mal conosciuta, fonte di stagno, distinta dalla Spagna o dalla Britannia.

### Ipotesi di identificazione

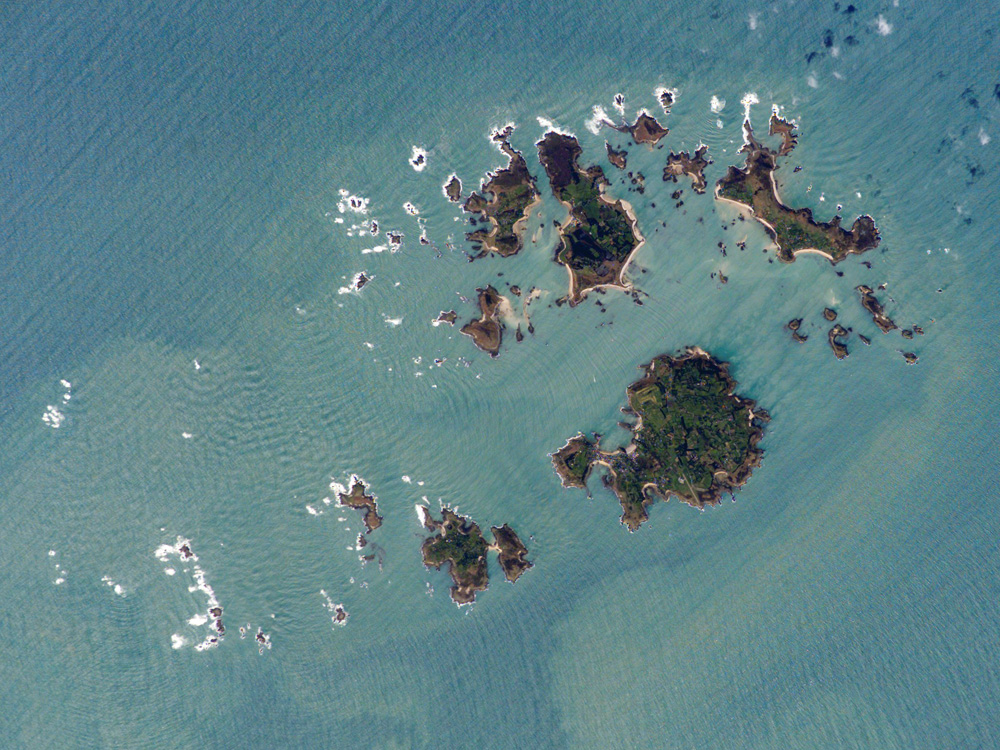
Immagine satellitare delle Isole Scilly (fonte NASA). Questo arcipelago è spesso messo in relazione con le Cassiteridi

Vari sforzi di identificazione sono stati compiuti da autori moderni e diverse sono state, di volta in volta, le soluzioni suggerite: piccole isole al largo della costa nord-occidentale della Spagna, i promontori della stessa costa, le Isole Scilly, la Cornovaglia, le Isole britanniche nel loro complesso, ma nessuna di essa si adatta bene alle ipotesi. Né le isole spagnole, né le Isole Scilly contengono quantità importanti di stagno.
Sembra più probabile, quindi, che il nome delle Cassiteridi rappresenti la prima vaga consapevolezza dei Greci circa la provenienza dello stagno da luoghi d'oltremare, all'interno dell'Europa occidentale, o oltre i suoi remoti confini occidentali.